# North American A-36 Apache
North American A-36 Apache (używano również nazw Invader i Mustang) – amerykański jednosilnikowy samolot myśliwsko-bombowy, wersja myśliwca P-51 Mustang. Wyprodukowany w liczbie 500 egzemplarzy, był używany przez United States Army Air Forces podczas II wojny światowej w Afryce Północnej, Włoszech i na Dalekim Wschodzie. Do zakończenia wojny został wycofany z jednostek.

## Historia
W początkach 1942 roku, po zapoznaniu się z właściwościami pierwszych seryjnych wersji samolotu myśliwskiego P-51 (oznaczenie fabryczne NA-91), amerykańskie lotnictwo zleciło rozpoczęcie prac również nad jego wariantem szturmowym. Jedną z przyczyn wyboru tej konstrukcji stały się dobre charakterystyki w locie nurkowym. Zwolennikiem takiego rozwiązania był między innymi popierający rozwój konstrukcji Mustanga generał Henry H. Arnold. Samolot został dodatkowo dostosowany do bombardowania z lotu nurkowego, w tym wyposażony w hamulce aerodynamiczne.
Projekt samolotu pod oznaczeniem fabrycznym NA-97 i armijnym XA-36 został opracowany w połowie 1942 roku, zaś oblotu prototypu dokonano 21 września tegoż roku. Pilotem był Bob Chilton. Po pomyślnym zakończeniu prób w locie w październiku rozpoczęto produkcję zamówionych 500 egzemplarzy. Otrzymały one numery seryjne 42-83663 do 42-84162, zaś ostatni z nich opuścił fabrykę w marcu 1943 roku. Wobec samolotu używano nazw: Apache (przypisanej również do rozpoznawczego wariantu F-6A), rzadziej Invader (przypisanej przede wszystkim do bombowca A-26), a od 1944 roku po prostu Mustang, jak brytyjska nazwa wersji myśliwskiej P-51.

## Służba
Pierwszymi jednostkami wyposażonymi w A-36 były 27. Grupa Myśliwsko-Bombowa (27th Fighter Bomber Group) oraz 86. Grupa Myśliwsko-Bombowa, obie wchodzące w skład 12th Air Force w Afryce Północnej. Pierwszym zadaniem bojowym 27. Grupy na nowych maszynach było rozpoznanie włoskich pozycji nad wyspą Pantelleria 6 czerwca 1943 roku. Poniesiono wówczas również pierwszą stratę bojową. Z kolei pierwsze zwycięstwo powietrzne na A-36 odniósł 12 lipca 1943 roku por. Tom A. Thomas, którego samolot w tym samym locie również został zestrzelony a on sam dostał się do niewoli niemieckiej. Piloci amerykańscy brali udział w walkach nad Morzem Śródziemnym i Sycylią podczas operacji Husky, wspierając atak 7. Armii amerykańskiej. Później operowali nad Włochami podczas operacji Avalanche, w rejonie Rzymu i Neapolu. Od połowy 1944 roku A-36 w obydwu jednostkach były zastępowane samolotami Republic P-47 Thunderbolt.
Trzecią jednostką, która operowała na A-36, była 311. Grupa Myśliwsko-Bombowa, działająca w Indiach, Birmie i Chinach. Również one były stopniowo zastępowane przez P-47. Ogółem na obydwu teatrach działań wojennych A-36 odbyły 23 373 loty bojowe, zrzucając 8014 ton bomb i niszcząc na ziemi i w powietrzu 101 samolotów przeciwnika. Straty bojowe wyniosły 177 maszyn. Jedynym pilotem, który zdobył tytuł asa myśliwskiego na A-36, zestrzeliwując pięć maszyn przeciwnika, był por. Michael T. Russo.
A-36 były używane operacyjnie jedynie przez USAAF, Brytyjczycy otrzymali kilka egzemplarzy dla przeprowadzenia prób porównawczych w RAF.

## Opis konstrukcji
A-36 był jednomiejscowym samolotem myśliwsko-szturmowym o konstrukcji całkowicie metalowej. Napęd stanowił 12-cylindrowy silnik rzędowy Allison V-1710-87, chłodzony cieczą, o mocy maksymalnej 1325 KM na wysokości 900 m, poruszający trójłopatowe śmigło Hamilton Standard o stałym skoku.
Uzbrojenie składało się z sześciu wielkokalibrowych karabinów maszynowych kal. 12,7 mm, z których dwa były zainstalowane w nosie kadłuba i zsynchronizowane z obrotami śmigła, a pozostałe cztery w skrzydłach, oraz maksymalnie do 454 kg bomb (lub dwie wyrzutnie rakiet M8) na podwieszeniach podskrzydłowych.
Dla umożliwienia ataku z lotu nurkowego, w skrzydłach zainstalowano poruszane hydraulicznie hamulce aerodynamiczne, zmniejszające prędkość nurkowania do 400 km/h.